# شب‌زنده‌داری (آلبوم)
| بررسی انتقادی                                | بررسی انتقادی |
| منبع                                         | رتبه‌بندی      |
| -------------------------------------------- | ------------- |
| آل‌میوزیک                                     | [ ۱ ]         |
| راهنمای ضبط کریسگائو: آلبوم‌های راک دهه هفتاد | بی            |
| مجلهٔ رولینگ استون                            | (خوب)         |
| راهنمای آلبوم رولینگ استون                   | [ ۴ ]         |

شب‌زنده‌داری (انگلیسی: A Night on the Town) هفتمین آلبوم موسیقی راد استیوارت است که در سال ۱۹۷۶ منتشر شد. طرح جلد این آلبوم، برگرفته از تابلوی نقاشی رقص در مولن دو لا گالت اثر پیر اگوست رنوآر است که در مرکز آن، تصویر راد استیوارت را در لباسی از همان دوران قرار داده‌اند. این آلبوم موسیقی را یکی از بهترین آلبوم‌های راد استیوارت می‌دانند و ترانهٔ مشهور و بحث‌برانگیز کشتن جورجی در این آلبوم منتشر شد.

## فهرست ترانه‌ها

### نسخهٔ اصلی
| طرف اول – طرف آهسته | طرف اول – طرف آهسته                          | طرف اول – طرف آهسته | طرف اول – طرف آهسته |
| شماره               | نام                                          | نویسنده(ها)         | مدت                 |
| ------------------- | -------------------------------------------- | ------------------- | ------------------- |
| ۱.                  | «امشب همان شب است (که همه‌چیز درست خواهد شد)» | راد استیوارت        | ۳:۵۴                |
| ۲.                  | «نخستین زخم عشق، عمیق‌ترین است»               | کت استیونز          | ۴:۳۱                |
| ۳.                  | «دیوانهٔ تو»                                  | راد استیوارت        | ۳:۴۹                |
| ۴.                  | «کشتن جورجی (بخش اول و دوم)»                 | راد استیوارت        | ۶:۲۸                |

| طرف دوم – طرف تُند | طرف دوم – طرف تُند   | طرف دوم – طرف تُند          | طرف دوم – طرف تُند |
| شماره             | نام                 | نویسنده(ها)                | مدت               |
| ----------------- | ------------------- | -------------------------- | ----------------- |
| ۱.                | «تله»               | راد استیوارت               | ۴:۳۷              |
| ۲.                | «فلامینگوی زیبا»    | مارک بارکن                 | ۳:۲۷              |
| ۳.                | «بایوی بزرگ»        | گیب گیلبو                  | ۳:۵۴              |
| ۴.                | «سوی پرتلاطم زندگی» | آرلی کارتر، ویلیام وارن    | ۵:۰۹              |
| ۵.                | «ترید ویندز»        | رالف مک‌دانلد، ویلیام سالتر | ۵:۱۶              |

## جداول موسیقی
| جدول موسیقی (۱۹۷۶)                    | بالاترین رتبه |
| ------------------------------------- | ------------- |
| آلبوم‌های استرالیا (گزارش موسیقی کنت)  | ۱             |
| آلبوم‌ها/سی‌دی‌های برتر کانادا (آرپی‌ام)  | ۱             |
| آلبوم‌های آلمانی (۱۰۰ آلبوم برتر رسمی) | ۲۹            |
| آلبوم‌های هلندی (جدول‌های هلند)         | ۵             |
| آلبوم‌های نیوزیلندی (آرام‌ان‌زد)         | ۱             |
| آلبوم‌های نروژی (وی‌جی-لیستا)           | ۱             |
| آلبوم‌های سوئدی (برترین‌های سوئد)       | ۱             |
| آلبوم‌های بریتانیا (شرکت جدول‌های رسمی) | ۱             |
| بیلبورد ۲۰۰ ایالات متحده              | ۲             |

| جدول موسیقی (۱۹۷۶)                   | رتبه |
| ------------------------------------ | ---- |
| آلبوم‌های استرالیا (گزارش موسیقی کنت) | ۲    |
| آلبوم‌ها/سی‌دی‌های برتر کانادا (آرپی‌ام) | ۱۱   |
| آلبوم‌های هلندی (۱۰۰ آلبوم برتر)      | ۴۶   |
| آلبوم‌های نیوزیلندی (آرام‌ان‌زد)        | ۲    |
| آلبوم‌های بریتانیا (اوسی‌سی)           | ۵    |
| جدول موسیقی (۱۹۷۷)                   | رتبه |
| آلبوم‌های استرالیا (گزارش موسیقی کنت) | ۱۴   |
| آلبوم‌های نیوزیلندی (آرام‌ان‌زد)        | ۳    |
| ایالات متحده آمریکا بیلبورد ۲۰۰      | ۳۱   |

## گواهی‌نامه‌ها
| منطقه                             | گواهی     | واحد گواهی‌شده/فروش |
| --------------------------------- | --------- | ------------------ |
| استرالیا (آی‌اف‌پی‌آی استرالیا)      | ۶× پلاتین | ۴۲۰٬۰۰۰^           |
| کانادا (میوزیک کانادا)            | ۲× پلاتین | ۲۰۰٬۰۰۰^           |
| سوئد (گی‌ال‌اف)                     | طلا       | ۵۰٬۰۰۰             |
| بریتانیا (بی‌پی‌آی)                 | پلاتین    | ۳۰۰٬۰۰۰^           |
| ایالات متحده (آرآی‌ای‌ای)           | ۲× پلاتین | ۲٬۰۰۰٬۰۰۰^         |
| ^ رقم توزیع تنها بر پایهٔ گواهی‌ها. |           |                    |